# Donaufeld
Donaufeld ist ein Stadtteil Wiens im 21. Wiener Gemeindebezirk Floridsdorf. Der Ort war zwischen 1881 und 1894 eine eigenständige Gemeinde und ist heute eine der 89 Wiener Katastralgemeinden.

## Geographie

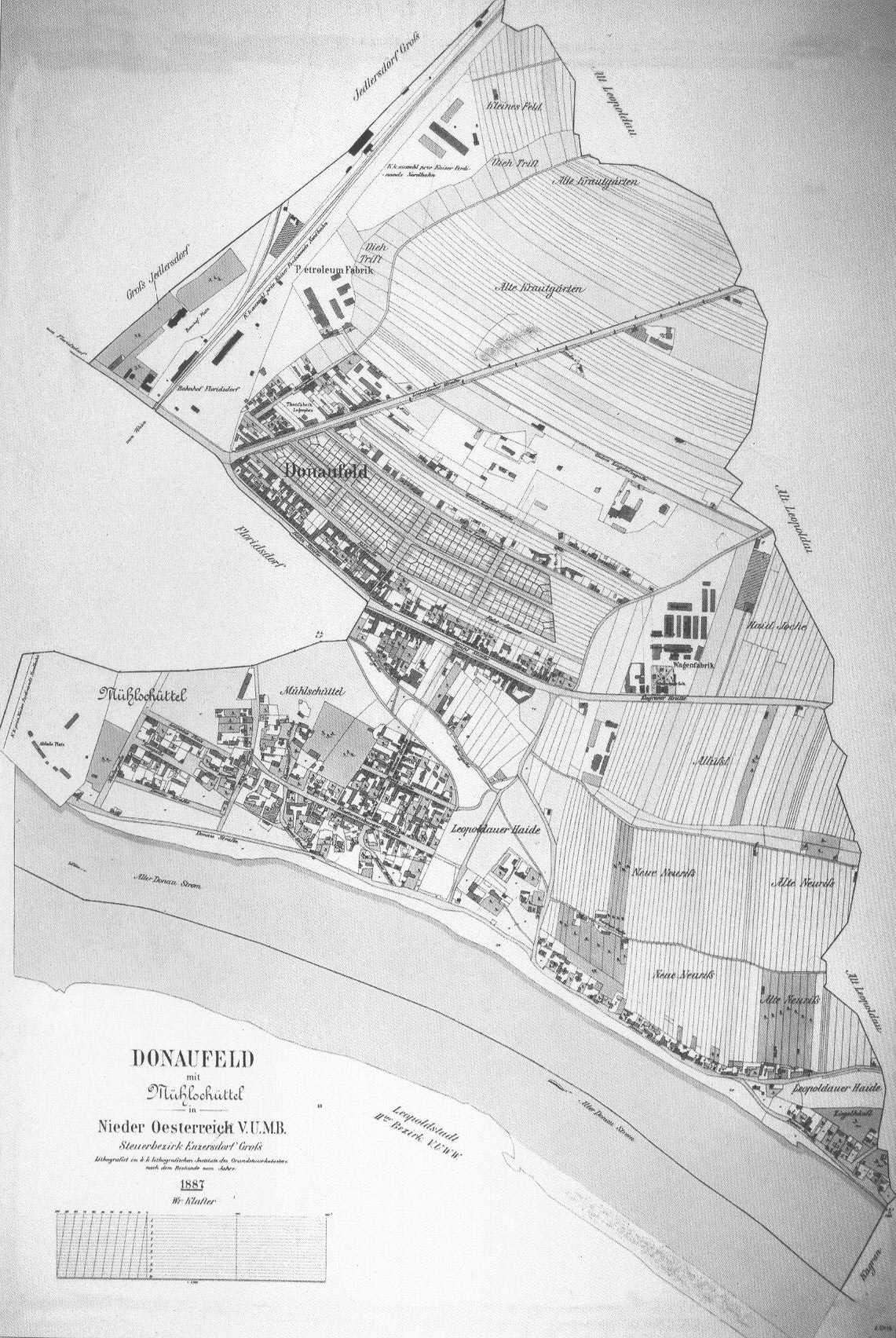
Karte von Donaufeld 1887

Die heutige Katastralgemeinde erstreckt sich über eine Fläche von etwa 440 ha. Zur Katastralgemeinde gehörten früher auch zwei Wasserflächen die außerhalb des Gemeindebezirks Floridsdorf liegen. Durch Verwaltungsvereinfachungen wurden diese Gebiete 2008 an die Katastralgemeinde Kagran sowie 2014 an die Katastralgemeinde Brigittenau übertragen.
Als südlichster Bezirksteil von Floridsdorf grenzt Donaufeld im Südwesten jenseits der Donau an die Brigittenau und im Südosten an die Donaustadt. Innerhalb von Floridsdorf grenzt Donaufeld an die Bezirksteile Floridsdorf, Großjedlersdorf und Leopoldau. Die Donau und ihre Seitenarme gliedern Donaufeld in drei Teile. Zwischen Donau und Neuer Donau liegt die unbewohnte Donauinsel, deren Donaufelder Teil von der Bezirksgrenze bis zur Nordbahnbrücke reicht. Zwischen Neuer Donau und Alter Donau befindet sich die Siedlung Bruckhaufen und jenseits der Alten Donau der historische Ortskern von Donaufeld.

## Geschichte
Das spätere Donaufeld gehörte ursprünglich zur Gemeinde Leopoldau. Um die Mitte des 19. Jahrhunderts wurden hier zahlreiche Fabriken und Wohnhäuser errichtet. Daraus entstanden zwei neue Ortschaften: Neu-Leopoldau und Mühlschüttel. 1881 wurden diese beiden Orte von der Gemeinde Leopoldau getrennt und bildeten eine eigene Gemeinde Neu-Leopoldau mit Mühlschüttel, die 1886 aufgrund der Verwechslungsgefahr mit der Gemeinde Leopoldau in Donaufeld umbenannt wurde.
1894 wurde aufgrund eines Beschlusses des niederösterreichischen Landtages Donaufeld mit den Gemeinden Jedlesee, Floridsdorf und Neu-Jedlersdorf zur Großgemeinde Floridsdorf zusammengeschlossen. Am 28. Dezember 1904 erfolgte schließlich gemeinsam mit weiteren Ortschaften die Eingemeindung in Wien zum 21. Wiener Gemeindebezirk Floridsdorf.

## Kultur und Sehenswürdigkeiten

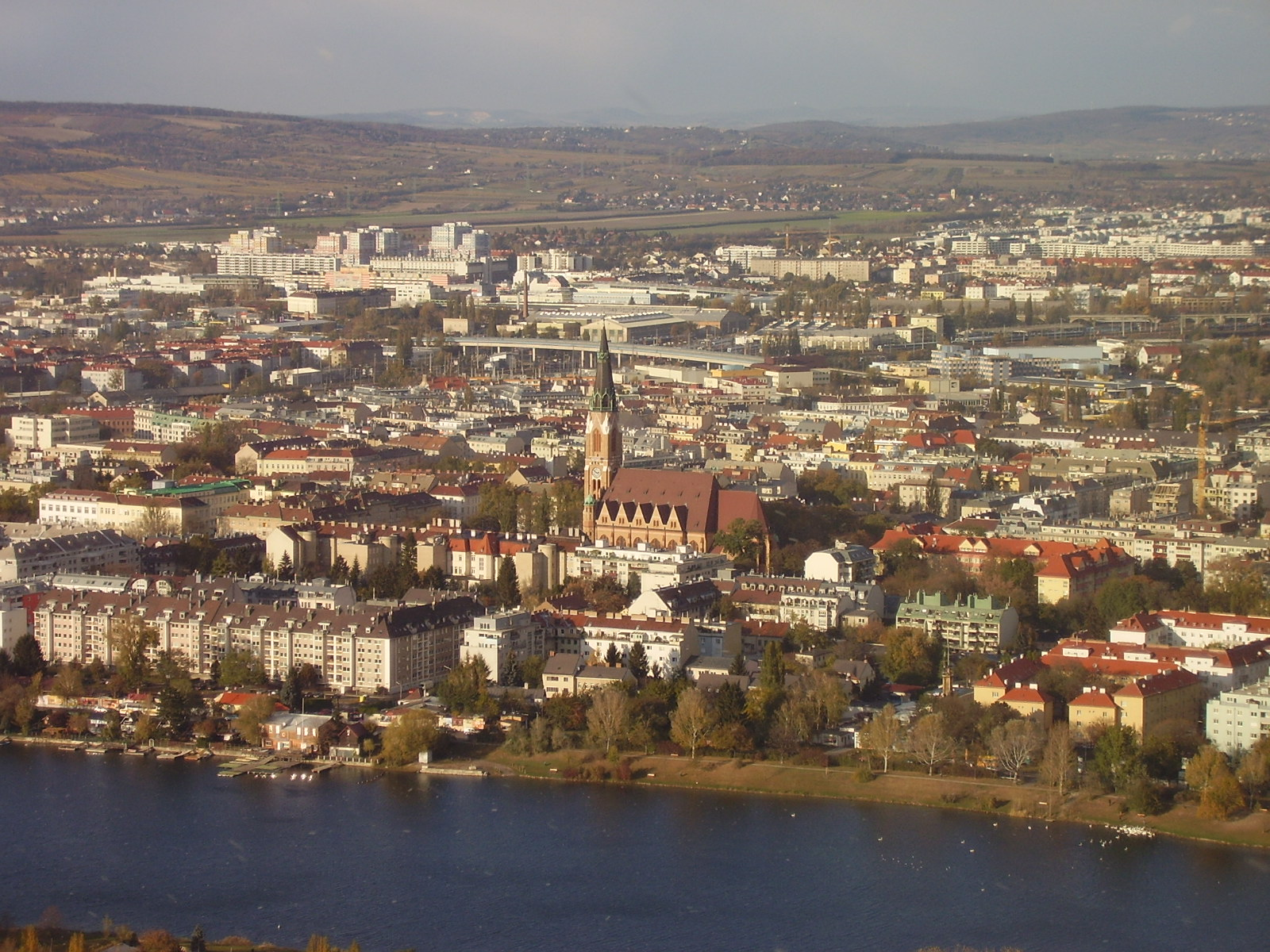
Donaufelder Pfarrkirche (Mitte) vom Donauturm aus gesehen

Die Donaufelder Pfarrkirche ist ein neugotischer Backsteinbau und mit ihrem 96 Meter hohen Turm die dritthöchste Kirche Wiens. Mit dem Islamischen Zentrum Wien befindet sich im Stadtteil ein weiterer bemerkenswerter Sakralbau.
Wie auch andere an der Donau gelegene Wiener Katastralgemeinden ist Donaufeld ein Schauplatz des jährlich stattfindenden Donauinselfests, des größten Freiluftfestivals Europas.
Durch die Donauinsel und die Alte Donau verfügt der Bezirksteil über ein großes Freizeit- und Badeareal. An der Alten Donau befinden sich die Strandbäder Angelibad und Eisenbahnerbad. Der Freiligrathpark ist eine Parkanlage unweit der Donaufelder Pfarrkirche.

## Wirtschaft und Infrastruktur

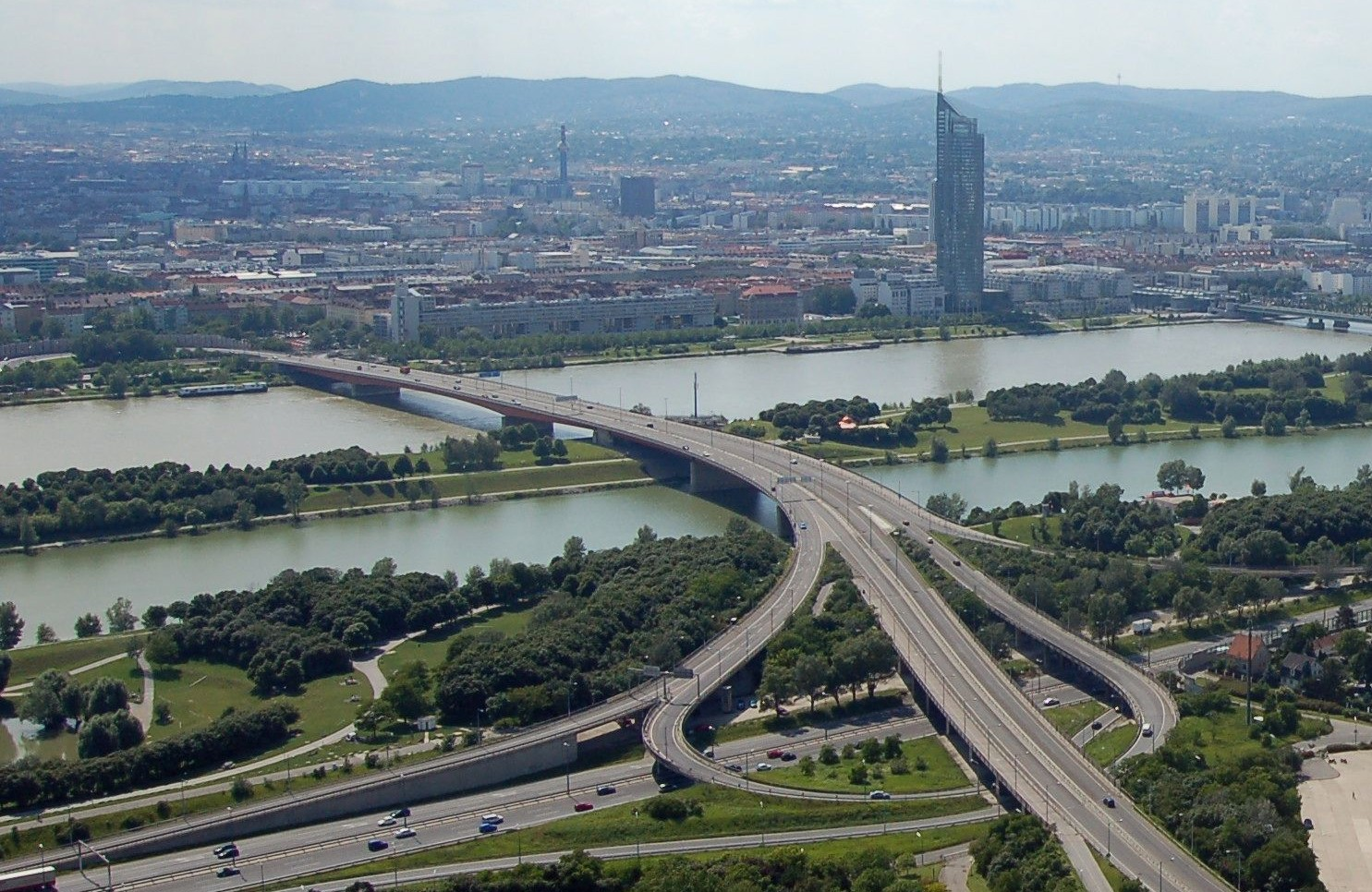
Brigittenauer Brücke vom Donauturm aus gesehen

Im Norden von Donaufeld liegt ein Industriegebiet. Hier befand sich auch die bis 1970 betriebene Raffinerie Floridsdorf. Das östliche Gebiet des Bezirksteils wird von Erwerbsgärtnereien genutzt. Dieses rund 70 ha große landwirtschaftliche Areal, das auch den südlichen Zipfel Leopoldaus umfasst, ist im Wiener Stadtentwicklungsplan als Zielgebiet Donaufeld ausgewiesen. Geplant ist, hier „einen lebendigen Stadtteil mit hoher Lebensqualität zu schaffen.“ Im Zuge dessen ist auch die Errichtung einer neuen Straßenbahnlinie als zusätzliche Verbindung von Floridsdorf mit dem Donauzentrum angedacht.
Verkehrstechnisch ist Donaufeld vor allem durch die Donauufer Autobahn erschlossen. Bei der Brigittenauer Brücke befindet sich eine Autobahnanschlussstelle. Eine weitere wichtige Straße ist die Donaufelder Straße, wo auch die Straßenbahnlinien 25 und 26 fahren.
In Donaufeld befindet sich die Volksschule Mengergasse 33 sowie der Campus Donaufeld Nord mit einer Ganztagesvolksschule und einem Kindergarten.

## Persönlichkeiten
- Antonie Baumberg (1857–1902), Schriftstellerin, Gründerin des Donaufelder Frauenwohltätigkeitsvereins
- Hans Morawitz (1893–1966), Politiker